# Wimmelburg
Wimmelburg est une commune allemande de l'arrondissement de Mansfeld-Harz-du-Sud, Land de Saxe-Anhalt.

## Géographie
Wimmelburg se situe dans la vallée de la Böse Sieben.
Non loin de Wimmelburg, à environ 100 mètres de profondeur, se trouve la plus grande grotte de gypse en Allemagne ; elle est explorée jusqu'à 2 838 m de long, on estime qu'elle peut en faire 5 000 m.
|             | Hergisdorf |          |
| Blankenheim | Wimmelburg | Eisleben |
|             | Bornstedt  |          |

## Histoire
Wimmelburg est mentionné pour la première fois en 1038 quand un comte saxe, Siegfried auf der Wigmodeburg, se fait enterrer. Le village possède un château-fort. Il devient un couvent entre 1060 et 1070 à l'initiative de Christina von Mansfeld, la femme de Hoyer. L'abbaye de Wimmelburg se situe ici jusqu'en 1121. Elle est sécularisée en 1526 au moment du protestantisme.